# Everybody's Somebody's Fool
«Everybody's Somebody's Fool» es una canción del cantante estadounidense Michael Jackson, lanzada el 4 de agosto de 1972 como parte de su segundo álbum de estudio en solitario, Ben. La canción fue escrita y producida por Gerry Goffin y Carole King. Es una de las baladas destacadas del álbum y refleja el estilo emotivo y soul de la época.

## Grabación y producción
La grabación de «Everybody's Somebody's Fool» se llevó a cabo en 1972 en los estudios de Motown en Los Ángeles. Michael Jackson, con 14 años en ese momento, estaba consolidando su carrera en solitario después del éxito de su primer álbum. La canción fue producida por Gerry Goffin y Carole King, que aportaron su experiencia en la creación de baladas emotivas.
Goffin y King emplearon arreglos orquestales suaves que complementaban la interpretación vocal de Jackson, proporcionando una atmósfera nostálgica y conmovedora.

## Composición
Everybody's Somebody's Fool es una balada en Do mayor que mezcla elementos de soul y pop. La canción explora la idea de que todos, en algún momento, se sienten como un "tonto" en una relación amorosa. La letra, junto con el arreglo musical, crea un sentido de vulnerabilidad y empatía.
El acompañamiento orquestal está diseñado para realzar la capacidad vocal de Jackson, permitiéndole transmitir una profunda emoción a través de su interpretación.

## Publicación y recepción
La canción fue incluida en el álbum Ben, que se lanzó el 4 de agosto de 1972. Aunque no fue lanzada como sencillo, Ben recibió elogios tanto por su producción como por las habilidades vocales de Jackson. El álbum alcanzó el número 5 en la lista de álbumes Billboard 200, destacando el crecimiento de Jackson como artista en solitario.
La canción fue bien recibida por su calidad emocional y la habilidad de Jackson para conectar con el público a través de su interpretación. Aunque no alcanzó el éxito comercial de otras canciones del álbum, es apreciada por su contribución al repertorio de Jackson.

## Interpretaciones en vivo
No se conocen interpretaciones en vivo de Everybody's Somebody's Fool por parte de Michael Jackson. La canción refleja el estilo de baladas que Jackson solía interpretar en sus presentaciones en vivo, mostrando su capacidad para transmitir emoción profunda.

## Legado
Everybody's Somebody's Fool es considerada una balada destacada del álbum Ben. Aunque no alcanzó el estatus de éxito comercial, la canción es apreciada por su capacidad para mostrar la habilidad vocal y emocional de Jackson en sus primeros años como solista.

## Personal
- Michael Jackson – voz principal
- Gerry Goffin – productor, compositor
- Carole King – productora, compositora
- The Funk Brothers – instrumentación
- Motown – sello discográfico

## Categorías
- Datos: Q129532366